# Oscar II (målning)
Oscar II är en oljemålning av Anders Zorn från 1898, föreställande den dåvarande svensk-norske kungen Oscar II. Storlek: 119 x 93 centimeter.